# Hinting

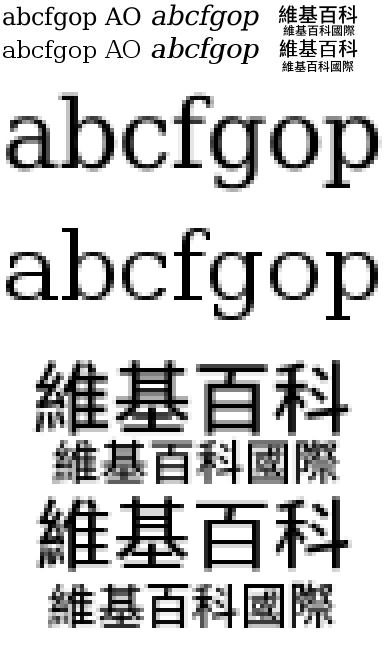
Test czcionek z hintingiem (dolne wiersze) i bez hintingu (górne wiersze). Na dole widoczne czterokrotne powiększenie. Należy zwrócić uwagę na ostrzejsze krawędzie tam, gdzie jest hinting, lecz lepsze wygładzanie czcionek w tekście bez niego.

Hinting czcionek to użycie pewnych metod do przyciągania krawędzi czcionek do siatki (np. pikseli matrycy), by uzyskać lepszy obraz. Jest to szczególnie zauważalne przy małym tekście wyświetlanym na ekranach o niskich rozdzielczościach – tam tekst bez hintingu jest niemal nieczytelny.
Hinty najczęściej są tworzone w edytorach czcionek i dodawane do nich. Większość edytorów ma funkcję automatycznego ich tworzenia, lecz można robić to także ręcznie.